# L'assistente mattacchione
L'assistente mattacchione (The Daffy Doc) è un film del 1938 diretto da Robert Clampett. È un cortometraggio d'animazione della serie Looney Tunes, prodotto dalla Leon Schlesinger Productions ed uscito negli Stati Uniti il 26 novembre 1938, distribuito dalla Warner Bros. Ha come protagonisti Porky Pig e Daffy Duck.

## Trama
Daffy aiuta il dottor Quack durante un'operazione, ma impazzisce quando il dottore gli dà troppi ordini. Cacciato fuori, finisce in un polmone artificiale che gli gonfia le parti del corpo. Offeso, decide di cercare un paziente per sé. Intanto, nella sala operatoria, il dottor Quack finisce di operare il paziente, il quale si rivela essere un pallone da football, ed inizia a giocarci. Daffy vede Porky fuori dalla finestra, così lo colpisce in testa con un martello e lo porta via in barella. Più tardi, Porky è sdraiato in un letto con un termometro in bocca (che poi si rivela essere un lecca-lecca) e dice invano a Daffy di non essere malato. Poi Daffy si tira una martellata in testa e si consulta con le due immagini di sé stesso che appaiono, e tutti e tre concordano sul fatto che è necessaria un'operazione. Così Daffy tira fuori una sega e si accinge a tagliare a metà Porky, il quale scappa per tutto l'ospedale, inseguito dall'anatra. I due finiscono nuovamente nel polmone artificiale, col risultato che i loro corpi si gonfiano e si sgonfiano in continuazione.

## Distribuzione

### Edizione italiana
Il corto fu doppiato in italiano negli anni ottanta dalla Effe Elle Due, con un adattamento poco fedele all'originale. Fu poi ridoppiato nel 1999 dalla Time Out Cin.ca, con dialoghi più fedeli. In entrambi i doppiaggi (effettuati per la televisione), non essendo stata registrata una colonna sonora senza dialoghi, nelle scene parlate la musica fu sostituita. Dal 1999 viene usato solo il ridoppiaggio sia in TV sia in DVD.

### Edizioni home video
Il cortometraggio è incluso nella VHS Daffy Duck: 3 (con il primo doppiaggio e in versione colorizzata) e nel DVD The Essential Daffy Duck (in Italia distribuito come Daffy Duck nella collana I tuoi amici a cartoni animati!).